# Бронирана тесноуста жаба
Бронираните тесноусти жаби (Dermatonotus muelleri) са вид земноводни от семейство Тесноусти жаби (Microhylidae).
Срещат се в източните части на Южна Америка.
Таксонът е описан за пръв път от германския зоолог Оскар Бьотгер през 1885 година.